# IC 850
IC 850 ist eine spiralförmige Radiogalaxie vom Hubble-Typ Scd im Sternbild Jungfrau auf der Ekliptik. Sie ist schätzungsweise 238 Millionen Lichtjahre von der Milchstraße entfernt und hat einen Durchmesser von etwa 65.000 Lichtjahren.
Im selben Himmelsareal befindet sich u. a. die Galaxie IC 849.
Die Supernova SN 1956D wurde hier beobachtet.
Das Objekt wurde am 10. Mai 1893 vom französischen Astronomen Stéphane Javelle entdeckt.